# Edward Rydz-Śmigły
Edward Rydz-Śmigły ( Edward Śmigły-Rydz (ajutor·info); nume purtat în război Śmigły, Tarłowski, Adam Zawisza; n. 11 martie 1886, Berejanî, Regatul Galiției și Lodomeriei, Austro-Ungaria – d. 2 decembrie 1941, Varșovia, Guvernământul General) a fost un militar, om politic, pictor și poet polonez, care a deținut rangul de mareșal al Poloniei. După o serie de succese obținute în calitate de comandant de armată în timpul Războiului Sovieto-Polonez, Rydz i-a urmat în funcția de inspector general al Forțelor Armate mareșalului polonez Józef Piłsudski, la moartea acestuia în 1935. Rydz-Śmigły a fost unul dintre principalii comandanți militari polonezi din timpul celui de-al Doilea Război Mondial, fiind în activitate în timpul Invadării Poloniei, eveniment care a marcat începutul războiului.

## Tinerețe
Edward Rydz s-a născut în satul Lapszyne de lângă Brzezany, în voievodatul Tarnopol, pe atunci parte din Galicia, apoi din Austro-Ungaria. Era fiul unui ofițer inferior din armata austro-ungară, Tomasz Rydz și al Mariei Babiak. Familia nu era foarte înstărită, iar el a rămas orfan la 13 ani, în grija bunicilor materni, iar după moartea acestora, a fost preluat de familia doctorului Uranowicz, farmacist din Brzezany. După ce a absolvit cu brio liceul local, Rydz s-a mutat la Cracovia pentru a studia filozofia și istoria artei la Universitatea Jagiellonă. Apoi a studiat pictura la Academia de Arte Frumoase din Cracovia (în poloneză Akademia Sztuk Pieknych), apoi la Viena și München (orașe frecventate de Hitler în aceeași perioadă). În perioada 1910-1911 a urmat școala de ofițeri de rezervă din Viena și a primit instrucție militară în cadrul faimosului regiment de infanterie austriacă „Deutschmeister” (Maestrul teuton), numit așa datorită Arhiducelui Eugène, văr al împăratului Franz Joseph al Austriei, care era Mare Maestru al Ordinului Cavalerilor Teutoni.
După ce a încheiat cu brio pregătirea militară, i s-a oferit un post în armata imperială, pe care l-a refuzat. În 1912, Rydz a fost unul dintre fondatorii organizației paramilitare poloneze „Asociația Carabinierilor” (Związek Strzelecki). În același timp, și-a finalizat studiile în domeniul artistic; s-a văzut că are talente foarte promițătoare în a picta peisaje și portrete; profesorii și criticii l-au complimentat și i-au prezis un viitor mare în acest domeniu.
Mobilizat în Armata Austro-Ungară în iulie 1914, Rydz și-a petrecut august în Legiunea Poloneză și a luptat în faimoasa Brigadă 1 a lui Józef Piłsudski. A luat parte la multe bătălii împotriva rușilor din sectorul sudic al râului Vistula și a avansat rapid în rang. În 1916 era deja colonel. Dar nu și-a uitat vocația artistică și și-a expus lucrările într-o galerie din Cracovia. În 1917, după ce a refuzat să depună jurământul către austro-germani, Legiunea poloneză a fost dizolvată, membrii ei reținuți și Piłsudski închis în cetatea Magdeburg. La recomandarea lui Piłsudski, Rydz a ieșit din închisoare pe motive de sănătate, a devenit șeful Organizației Militare Poloneze (în poloneză Polska Organizacja Wojskowa - POW) și a adoptat numele de război „Śmigły” (în traducere rapid sau agil) care mai târziu a devenit parte a numelui său de familie.
În octombrie 1918, Rydz a intrat în guvernul socialist al lui Ignacy Daszyński din Lublin ca ministru de război. Promovat General de brigadă (general cu 1 stea), a insistat că a acceptat postul doar ca reprezentant al lui Piłsudski. În această perioadă a început să folosească numele Rydz-Smigly. Pe 11 noiembrie 1918, guvernul i-a acordat puteri depline lui Piłsudski, care a devenit șef provizoriu al statului. După o scurtă ezitare, Piłsudski (nemulțumit de colaborarea lui Rydz-Śmigły cu socialiștii) a confirmat gradul de general de brigadă.

## Victorii militare

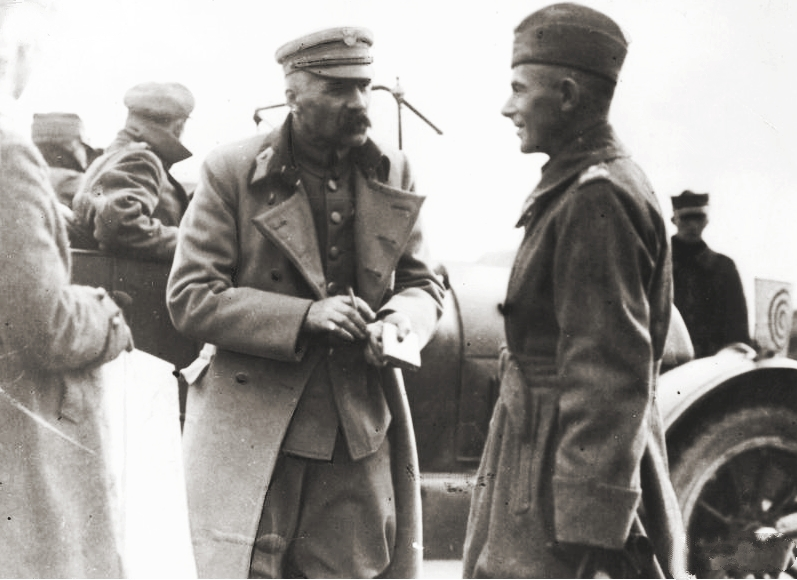
Rydz-Śmigły împreună cu mareșalul Józef Piłsudski în timpul Războiului Sovieto-Polonez

În timpul Războiului Sovieto-Polonez (1919–1921), Rydz a condus mai multe ofensive ale armatei poloneze.  Printre victoriile obținute s-a numărat capturarea orașelor Vilnius (Wilno) și Daugavpils (Dünaburg). După aceasta, a fost numit Comandant Suprem al armatelor letone, conducând eliberarea regiunii istorice Latgale de sub ocupația Armatei Roșii. Ulterior, armatele de sub comanda sa au anihilat complet Divizia a 12-a a Armatei Roșii și au capturat Kievul. A comandat apoi forțele poloneze ce compuneau Frontul Central în timpul Bătăliei pentru Varșovia, cunoscută ca Miracolul de pe Vistula. În această bătălie decisivă, Frontul Central condus de Rydz-Śmigły s-a menținut ferm pe poziții respingând atacurile sovietice și ulterior blocând rutele de retragere ale Armatelor 4 și 15 și ale Corpului 3 Cavalerie condus de  generalul sovietic Hayk Bzhishkyan, care s-a retras în cele din urmă în Prusia de Est, fiind luat prizonier și internat în lagăr de către germani.

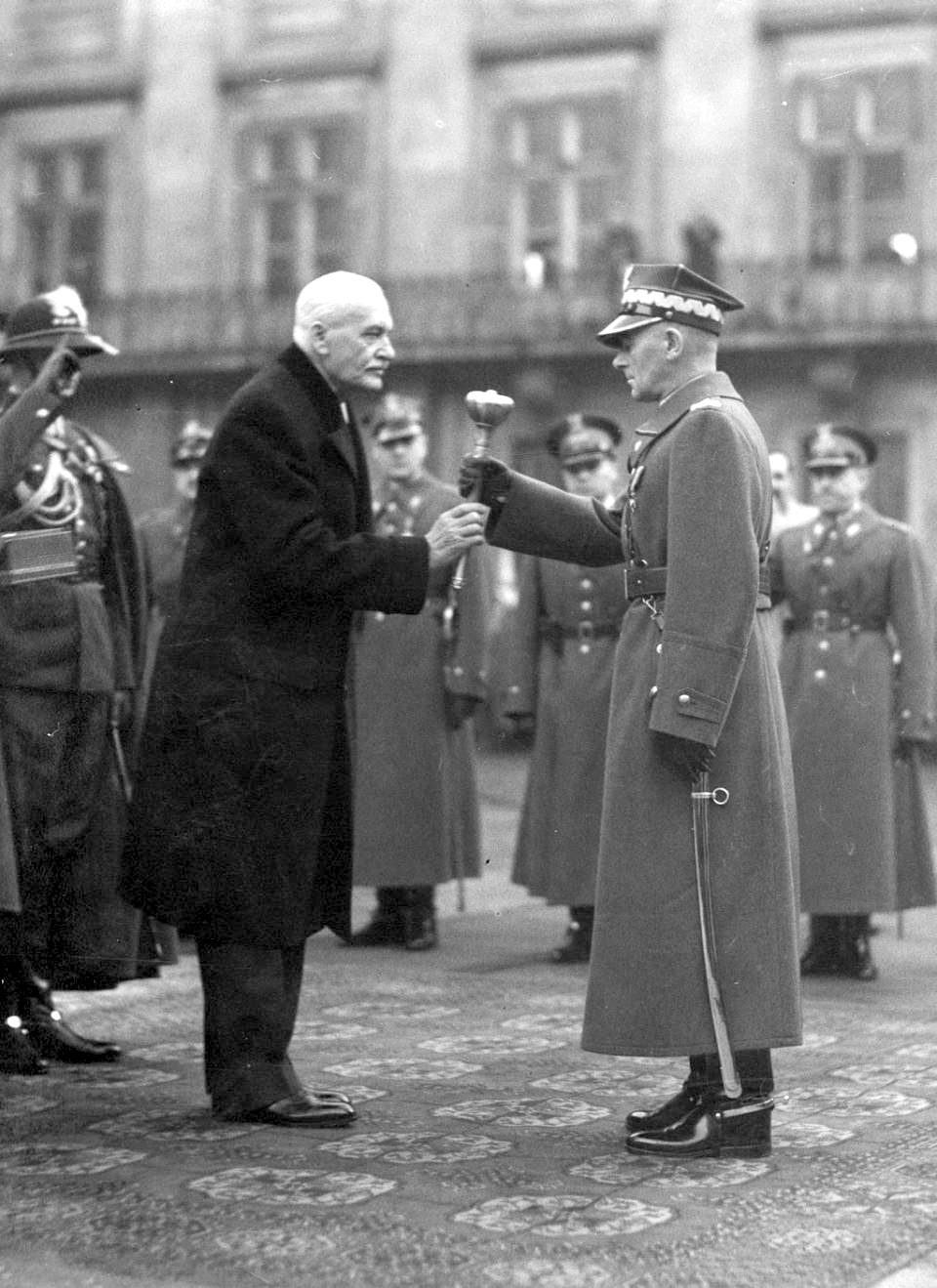
Rydz-Śmigły primind bastonul de mareșal de la Președintele Ignacy Mościcki, Varșovia, 10 noiembrie 1936.

## Al doilea om în stat
După războiul din 1919-1921, a fost numit Inspector General al armatei poloneze în sectorul Vilna/Wilno (acum Vilnius), apoi la Varșovia. În 1926, în timpul loviturii de stat a lui Piłsudski (Lovitura de stat din mai 1926), el s-a alăturat mareșalului și a trimis trupe de la Vilna/Wilno pentru a-i susține pe rebelii din Varșovia. Piłsudski nu a uitat niciodată această loialitate, iar în 1929 Rydz-Śmigły a devenit reprezentantul mareșalului pentru tot ceea ce privește estul. La 13 mai 1935, în conformitate cu ultimele dorințe ale lui Józef Piłsudski, Rydz-Śmigły a fost numit de către președintele și guvernul Poloniei Inspector General al armatelor poloneze; la 10 noiembrie 1936 a devenit în cele din urmă Mareșal al Poloniei. Atunci și-a inversat numele și s-a numit „Śmigły-Rydz”.

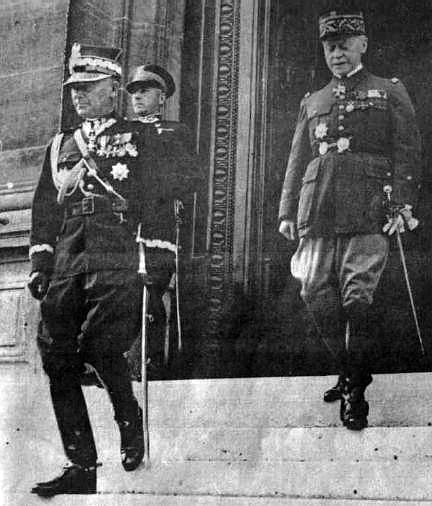
Generalul Rydz-Śmigły și generalul francez Maurice Gamelin (dreapta), Varșovia, august 1936.

A devenit astfel una dintre cele mai importante personalități din Polonia cu titlul de „Al doilea om de stat după Președinte”, reputația sa fiind menținută de partidul Tabăra Națională Radicală (în poloneză Obóz Zjednoczenia Narodowego - OZN). Guvernul a virat către autoritarism și conservatorism, puterea lui Rydz-Śmigły fiind totuși limitată de cea a mai moderatului Ignacy Mościcki, care a rămas președinte. După ceva vreme, Rydz-Śmigły a luat în considerare o alianță cu liberalii din Partidul Țărănesc („PSL”), dar, după refuzul acestora, s-a întors spre extrema dreaptă. După 1938, s-a împăcat cu președintele, dar echipa guvernamentală a fost apoi împărțită între „Oamenii Președintelui” (sau „Cei din castel”), aproape toți civili și „Oamenii Mareșalului”. aproape toți foști camarazi de arme ai lui Piłsudski și militari profesioniști.

## 1939
În martie 1939, Hitler a ocupat Boemia și Moravia și a creat statul slovac, ca stat satelit al Germaniei.  Astfel, Polonia a fost strânsă într-un inel de fier din toate părțile cu excepția estului. Rydz a fost singurul membru al guvernului polonez care a văzut cu claritate pericolul iminent al unui război cu Germania. Totuși, timpul rămas a fost mult prea scurt pentru elaborarea unui plan complet de operații în vest. În timpul negocierilor care au avut loc la Moscova în august 1939, Rydz a respins toate încercările Puterilor Occidentale de a obține permisiunea Poloniei pentru ca Armata Roșie să înainteze spre vest, declarând: "nu există nicio garanție că Sovietele vor lua parte activă la război; în plus, odată pătrunse pe teritoriul polonez, ele nu vor mai pleca niciodată".
Pe 1 septembrie 1939, când Germania a invadat Polonia, Śmigły-Rydz a fost numit Comandantul Suprem al armatei poloneze. Pe 7 septembrie, împreună cu cea mai mare parte a guvernului, a părăsit Varșovia care era atacată. La scurt timp după aceasta, coordonarea operațiunilor armatei poloneze a început să sufere din cauza problemelor legate de comunicații, fapt care a afectat posibilitatea lui Rydz de a comanda forțele poloneze. Din Brest (Brześć), pe 11 septembrie, el a dat ordin ca Varșovia să fie apărată până la ultimul om. În concepția sa de luptă, Varșovia și fortăreața Modlin din apropierea capitalei poloneze ar fi trebuit să devină două centre puternice de rezistență în partea centrală a Poloniei, care să susțină lupta câteva luni, timp în care majoritatea forțelor poloneze să se retragă în apropierea graniței cu România (Capul de pod românesc, în poloneză: Przedmoście rumuńskie), unde să aștepte promisul contraatac al aliaților occidentali Franța și Marea Britanie. Śmigły-Rydz nu cunoștea că Aliații Occidentali nu aveau niciun plan de intervenție, așteptându-se ca Polonia să cadă. Planul său a devenit și mai greu de realizat când forțele sovietice au atacat dinspre est Polonia pe 17 septembrie. Realizând că lupta împotriva celor doi agresori este imposibilă, Śmigły-Rydz a ordonat trupelor poloneze să se retragă către România, evitând lupta cu Armata Roșie.
După ce a reușit să evite capturarea sa de trupele germane sau sovietice, Śmigły-Rydz a trecut în România pe 18 septembrie 1939, împreună cu guvernul, tezaurul polonez și rămășițele armatei, care s-au îmbarcat la Constanța pe navele Serviciului Maritim Român și pe nava britanică HMS Eocen comandată de Robert E. Brett, regrupându-se astfel în Alexandria, Egiptul Britanic, și alăturându-se Forțelor armate poloneze din vest, care aveau să își stabilească cartierul general inițial în Franța, apoi în Regatul Unit. Trecând în România, Guvernul polonez a evitat capitularea Poloniei și a permis luptătorilor polonezi continuarea luptei împotriva Germaniei naziste, dar Rydz-Śmigły a rămas în România, ceea ce a stârnit unele controverse, având în vedere că încă era Comandant suprem. La rândul lor, numeroase grupuri de soldați și aviatori polonezi au trecut în România și au traversat Balcanii (România, Ungaria, Iugoslavia, Bulgaria și Grecia fiind încă neutre) spre sudul Europei, regrupându-se ulterior în Franța. După capitularea Franței, în iunie 1940, aceștia s-au reorganizat, de data aceasta în Marea Britanie.

## Ultimii ani și moartea
Jurnalistul american John Gunther a scris, după ce Rydz-Śmigły și Beck au fost internați în România, că „ar fi trebuit, s-ar putea spune, să fi fost internați în altă parte înainte”. În calitate de comandant șef al forțelor armate poloneze, Rydz-Śmigły și-a asumat întreaga responsabilitate pentru înfrângerea militară a Poloniei în septembrie 1939. Rydz se dovedise un comandant extrem de capabil pe fronturi mai mici în războaiele anterioare, dar nu era un strateg experimentat într-un mare conflict. Într-adevăr, în 1922, într-o evaluare a generalilor polonezi, Józef Piłsudski scrisese despre el: „în operațiuni la scară limitată, dă dovadă de un bun simț al realității și de multă tenacitate. L-aș putea recomanda fără rezerve pentru comanda unei armate, totuși nu sunt sigur că posedă abilități suficiente pentru comanda supremă într-un război între două state.”
În timpul exilului său în România, care, sub regimul dictatorial al regelui Carol al II-lea, era neutră, totuși favorabilă aliaților occidentali și mai ales legată de Polonia prin tratate, Rydz-Śmigły a fost internat oficial în vila de vară a Patriarhului Miron Cristea din Dragoslavele, la nord-vest de București, de unul dintre prietenii săi, fostul prim-ministru român Armand Călinescu, dar a rămas liber. El a inițiat crearea unei mișcări de rezistență, grupând ofițeri loiali memoriei lui Józef Piłsudski. Aflat încă în România, la 27 octombrie 1939, a renunțat la atribuțiile de Comandant șef și Inspector General al forțelor armate. Acestea au fost asumate de Władysław Sikorski, membru în nou-formatul guvern polonez în exil din Franța (iar după 1940 din Regatul Unit).
În toamna anului 1939, jurnalistul polonez Melchior Wańkowicz l-a cunoscut pe Beck, tot în internare, și a reușit să stea de vorbă cu el câteva ore. Iată ce scria Wańkowicz despre această întâlnire: „Era cu totul imposibil să ajungi la Rydz, întrucât era ținut în creierii munților, în vila de vară a Patriarhului Miron, păzită îndeaproape de o unitate specială a poliției române. Am reușit să ajung în vila sa după ce am mituit un ofițer român, cu ajutorul medicului lui Rydz, dr. Cianciara (...) În timp ce vorbea, mareșalul afișa un zâmbet fermecător, dar nu era nicio scânteie în acest zâmbet. El a spus că după moartea lui Piłsudski, situația armatei a fost catastrofală: „Costul construcției de fortificații modeste de-a lungul graniței noastre de vest a fost echivalent cu bugetul Poloniei pe 18 luni, iar în același timp, lucram la fortificații în est. Un plan de înarmare decent ar fi fost de cam 5 miliarde de zloți. Ce ar fi trebuit să fac? Nu sunt economist, ministrul Eugeniusz Kwiatkowski mi-a spus că avem doar 180 de milioane (...) Am început mobilizarea parțială în primăvara anului 1939. Națiunea o ura, peste 1.000 de silezieni au dezertat, fugind în Germania. Nu am putut ține Polonia mobilizată atât de mult timp, nu ne-am putut permite (...) S-a spus că sunt laș. Aveam trei opțiuni: să mă predau, să mă sinucid sau să fiu capturat. Era imposibil să lupt, deoarece aveam cu mine doar o jumătate de companie de soldați. Sinuciderea însemna eșec. Să zbor la Varșovia?"

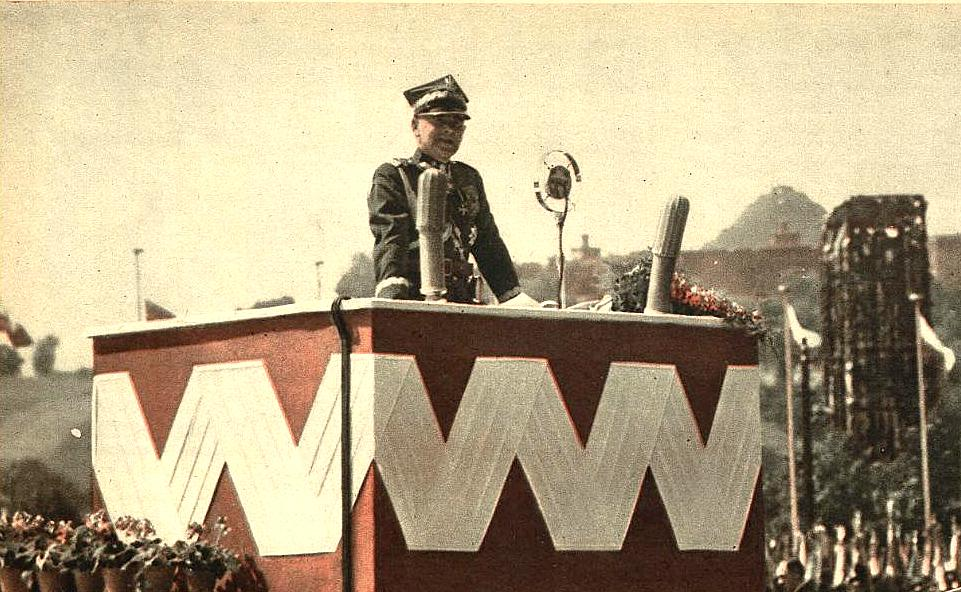
Rydz-Śmigły declarându-l pe Hitler inamic al statului, Cracovia (Kraków|), 6 August 1939

Fuga mareșalului Rydz-Śmigły din Dragoslavele, de la 10 decembrie 1940, traversarea clandestină a frontierei în Ungaria și zvonurile despre întoarcerea în Polonia au fost o sursă de nemulțumire considerabilă pentru rivalul său Władysław Sikorski, acum prim-ministru. Sikorski fusese în opoziție cu Rydz-Śmigły și Piłsudski în timpul loviturii de stat din mai 1926. Sikorski a declarat într-o telegramă către generalul Stefan Grot-Rowecki, liderul mișcării de rezistență Armia Krajowa (AK) din Polonia: „Guvernul polonez va considera prezența mareșalului în Polonia drept un sabotaj al activității sale în țară. Mareșalul trebuie să se mute cât mai curând posibil într-o țară din Imperiul Britanic".
Cu toate acestea, Rydz-Śmigły a părăsit Ungaria pe 25 octombrie 1941 și, călătorind prin Slovacia, a ajuns în Polonia. La 30 octombrie, în strict secret, s-a întors la Varșovia pentru a participa la mișcarea de rezistență ca simplu soldat, suspendându-și astfel în mod voluntar rangul de Mareșal al Poloniei. A reușit să-l contacteze pe Grot-Rowecki, dar a rămas incognito. A murit subit de insuficiență cardiacă la vârsta de 55 de ani, la 2 decembrie 1941, la doar cinci săptămâni după sosirea sa la Varșovia. A fost înmormântat la Varșovia sub numele său de război „Adam Zawisza”. Piatra sa funerară din cimitirul Powązki a afișat acest nume până în 1991. O nouă piatră funerară, mai impunătoare, inscripționată cu numele complet al Mareșalului, a fost plasată pe mormântul său în 1994, la scurt timp după căderea Cortinei de Fier și destrămarea Blocului Estic.

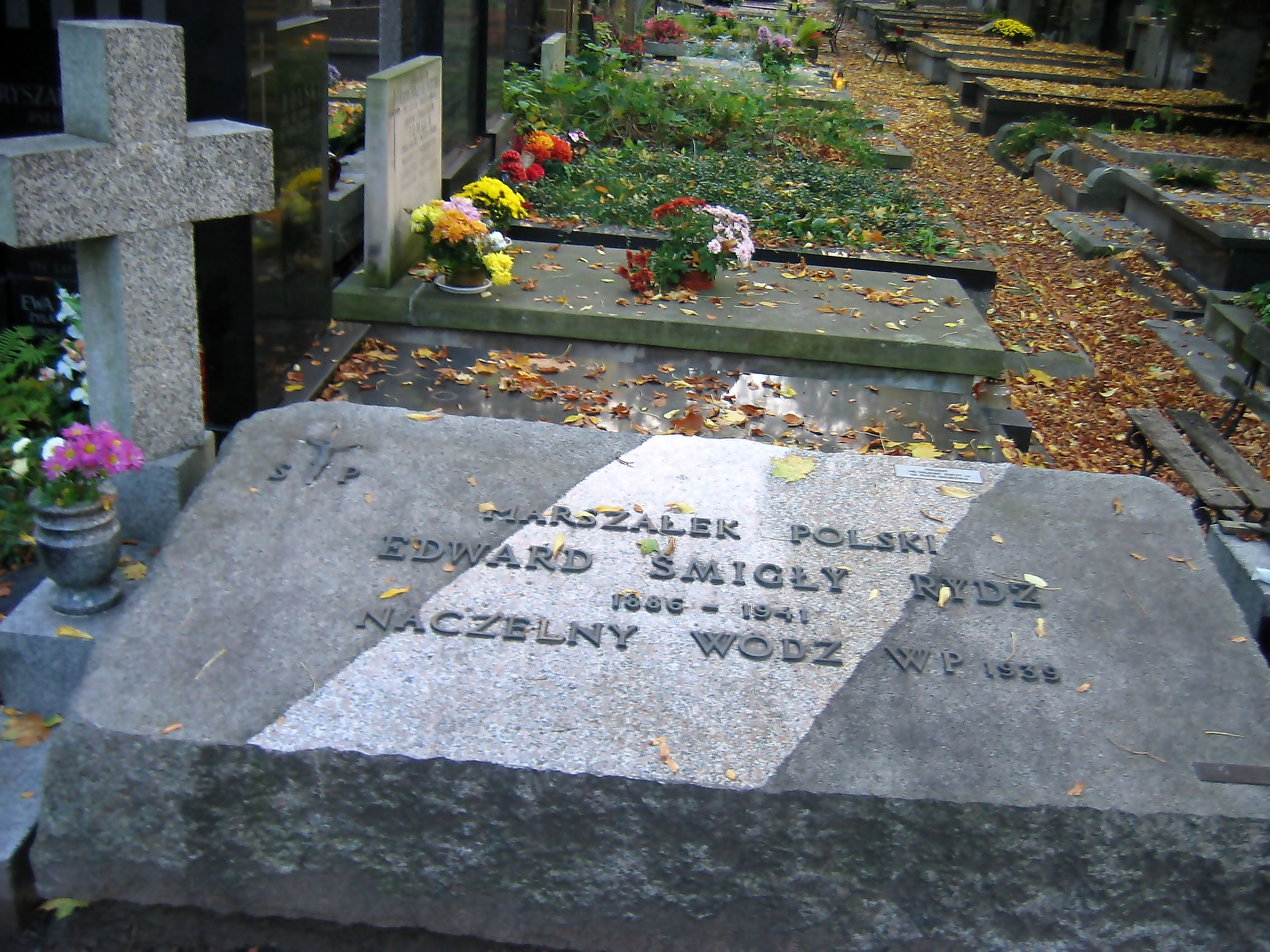
Mormântul Mareșalului din Varșovia.

Edward Rydz-Śmigły a fost căsătorit cu Marta Zaleska, născută Thomas.  Cei doi nu au avut copii.

## Moștenire
Reputația lui Edward Rydz-Śmigły după al Doilea Război Mondial a fost în mare parte negativă. În Uniunea Sovietică, Republica Populară Polonă și alte state din Blocul răsăritean, el a fost acuzat pentru participarea sa la Războiul Polono-Sovietic din 1920, pentru reprimarea politică a activiștilor de extremă stângă sub guvernul său militar de la sfârșitul anilor 1930 și pentru rolul său cheie în înfrângerea Poloniei din 1939. În Occident, datorită influenței cercurilor anti-Piłsudski (Władysław Sikorski fiind cel mai important reprezentant), s-a considerat că a fugit de pe câmpul de luptă în 1939 și s-a acordat puțină recunoaștere circumstanțelor reale și extrem de grele ale invaziei și înfrângerii Poloniei de către germani și sovietici.

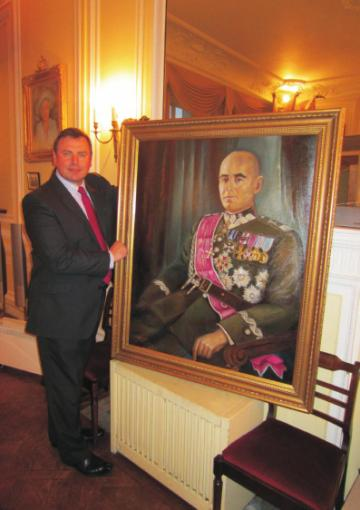
Philip Bujak și portretul restaurat al lui Edward Rydz-Smigly

În 2016, o pictură în ulei detaliată și de dimensiuni mari a fost descoperită în arhivele Muzeului Sikorski din Londra. Fusese împăturită în patru, ascunsă într-o servietă de o persoană necunoscută și adusă clandestin în Marea Britanie pentru a nu fi capturată de forțele de ocupație naziste. După o lucrare de restaurare finanțată de Philip Bujak, membru al Societății Patrimoniului Polonez, pictura complet restaurată a fost returnată Institutului Sikorski, unde este expusă în prezent.

## Lucrări
Tactică și teorie militară
- Walka na bagnety (Lupta la baionetă), Lvóv 1914;
- W sprawie polskiej doktryny (Doctrina Militară Poloneză), Varșovia 1924;
- Kawaleria w osłonie (Rolul cavaleriei în protejarea trupelor), Varșovia 1925;
- Byście o sile nie zapomnieli -Rozkazy, Artykuły, Mowy (Nu uitațí puterea disciplinei, Ordine, Articole, Discursuri), Varșovia 1936;
- Wojna polsko-niemiecka (Războiul Germano-Polon), Budapesta 1941.

Poezie
- Dążąc do końca swoich dróg (Către sfârșitul drumului meu), Paris, 1947; Londra, 1989.

Picturi și Grafică
- Ilustrațiile la cartea lui Piłsudski22 January 1863, Lvóv 1920;
- Contribuții la Expozițiile de Artă din Cracovia (1916) și Varșovia (1917). Majoritatea picturilor sale au fost iremediabil pierdute.